# Storia degli Stati Uniti d'America (1964-1980)

## L'era dei Diritti Civili
Nel 1963, l'assassinio di John F. Kennedy cambiò gli umori politici del paese. Il nuovo presidente, Lyndon B. Johnson, utilizzò una combinazione di questi umori e della sua abilità politica per spingere avanti le riforme, la più importante delle quali fu il Civil Rights Act del 1964.
Oltre a ciò, il Voting Rights Act del 1965 ebbe un impatto immediato sulle elezioni federali, statali e locali. A pochi mesi dalla sua approvazione (6 agosto 1965) un quarto di milione di nuovi elettori neri si era registrato. Nel giro di quattro anni, la registrazione dei votanti al sud si era più che raddoppiata. Nel 1965, il Mississippi aveva la più alta percentuale di neri votanti — 74% — ed era primo per numero di neri eletti. Nel 1969 il Tennessee aveva il 92,1%, l'Arkansas il 77,9% e il Texas il 77,3%

## Elezioni del 1964

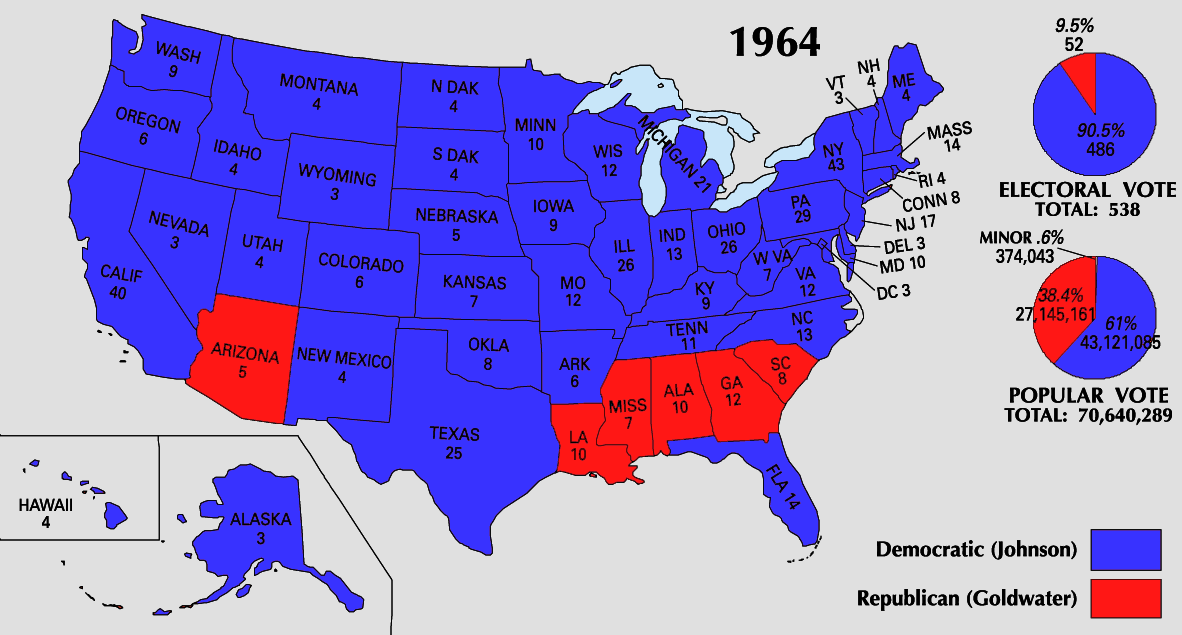
Collegio elettorale 1964

Nelle elezioni del 1964, Lyndon Johnson si posizionò come un moderato, in contrasto con il suo avversario, Barry Goldwater, che la campagna elettorale caratterizzava come inflessibilmente di destra. La campagna elettorale di Johnson fu famosa per lo spot pubblicitario intitolato "Daisy Girl", nel quale una bambina in un prato strappava, contandoli, i petali di una margherita. Seguiva la scena di un conto alla rovescia e di un'esplosione nucleare. Lo spot era in risposta al sostegno di Goldwater alle armi nucleari tattiche come mezzo per combattere il comunismo in Asia.
Johnson sconfisse sonoramente Goldwater nelle elezioni generali, ottenendo il 64,9% del voto popolare, lo scarto maggiore dalle elezioni dal 1824. Comunque, la perdita di supporto a Johnson negli Stati del sud fu evidente e significò un rovescio delle fortune elettorali dei Democratici, che facevano affidamento sul "solido sud" come base elettorale.
Finché la questione dei diritti civili aveva diviso i bianchi conservatori del sud dal resto del partito, la coalizione politica di sindacati, minoranze, liberali e bianchi del sud (la Coalizione del New Deal), aveva permesso ai Democratici di controllare il governo federale per quasi 30 anni.

## La guerra alla povertà e la Grande società
Molti programmi di assistenza federale a individui e famiglie, tra cui Medicare, che paga molte delle spese mediche degli anziani, vennero avviati negli anni 1960 durante la "Guerra alla povertà" della presidenza Johnson (1963-1969). Anche se alcuni di questi programmi incontrarono difficoltà finanziarie negli anni 1990, e vennero proposte diverse riforme, essi continuano ad avere un forte sostegno da entrambi i principali partiti statunitensi. Inoltre, il programma Medicaid finanzia le cure mediche delle famiglie a basso reddito. Oltre a ciò, durante gli anni 1960, il governo federale fornì i cosiddetti "Food Stamps" per aiutare le famiglie povere ad ottenere cibo, e il governo federale e quelli statali fornirono congiuntamente sussidi per sostenere i genitori poveri.

## La guerra del Vietnam

### Risoluzione del Golfo del Tonchino e Offensiva del Tet

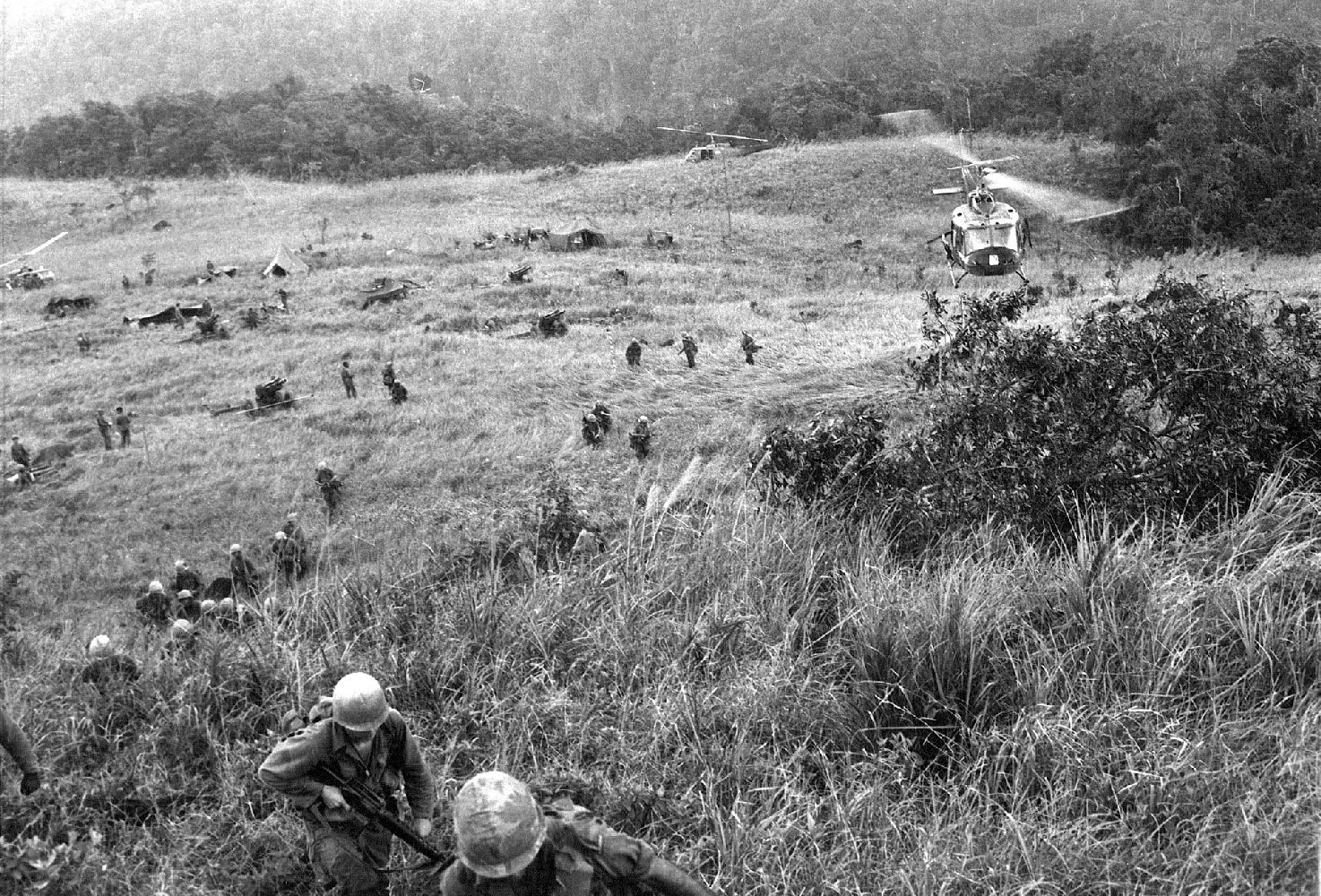
Forze militari statunitensi in Vietnam durante l'Operazione Crazy Horse nel 1966.

Per molti aspetti la guerra del Vietnam fu il proseguimento della guerra d'Indocina, che fu combattuta dai francesi per mantenere il controllo delle loro colonie nel sud-est asiatico. Dopo che le forze comuniste vietnamite (i Viet Minh guidati da Ho Chi Minh) sconfissero l'esercito coloniale francese nel 1954, alla colonia venne concessa l'indipendenza e fu in seguito divisa in un nord comunista e un sud non comunista.
Nel 1956, le elezioni che avrebbero potuto riunificare la nazione vennero cancellate perché i leader del sud e i loro alleati statunitensi temevano che Ho Chi Minh avrebbe vinto. In risposta venne formato il Fronte di Liberazione Nazionale (comunemente noto come Viet Cong) come movimento guerrigliero, che reclutava tra i contadini e la classe operaia sudvietnamita e godeva del pieno supporto del nord per opporsi al governo del sud.
Il coinvolgimento statunitense venne gradualmente incrementato, anche se non vi fu mai una formale dichiarazione di guerra. La Risoluzione del Golfo del Tonchino, nel 1964, diede l'ampio supporto del Congresso a Johnson, per far escalare il coinvolgimento statunitense in guerra. Il dislocamento di truppe USA e le perdite aumentarono costantemente a partire da quel momento.
Inizialmente l'opinione pubblica statunitense sostenne ampiamente la guerra, ma nel 1968, l'Offensiva del Têt guidata dai Viet Cong nel Vietnam del Sud, fece svanire gran parte di questo supporto.

### Il movimento pacifista
Era esistito un piccolo movimento di opposizione alla guerra in certi ambienti degli Stati Uniti già dal 1964, in particolare in certi college universitari. Alcuni negli USA, si opponevano alla guerra per una questione morale, mentre altri perché ritenevano che mancasse di obiettivi definiti e di una chiara strategia di uscita.
Ciò avveniva in un periodo di attivismo studentesco di sinistra senza precedenti, e di arrivo all'età del college per una parte consistente dei "baby boomers". La seconda guerra mondiale era finita nel 1945, e la Guerra di Corea era finita nel 1953; quindi molti, se non tutti i baby boomers non erano mai stati esposti alla guerra.
Inoltre, la Guerra del Vietnam non ebbe precedenti per intensità di copertura da parte dei media—è stata chiamata la prima guerra televisiva—oltre che per lo stridore dell'opposizione alla guerra da parte della cosiddetta "Nuova Sinistra" (New Left).
La divisione tra americani pro e contro il conflitto sarebbe proseguita per molto dopo la conclusione della guerra e divenne un altro fattore che portò alla "guerra culturale" che avrebbe sempre più diviso gli americani nei decenni a seguire.

### La crisi del 1968 e l'elezione di Richard Nixon
Nel 1968 Lyndon Johnson iniziò la sua campagna per la rielezione. Un suo compagno nel Partito Democratico, Eugene McCarthy, corse contro di lui presentando una piattaforma contro la guerra. McCarthy non vinse la prima delle elezioni primarie, nel New Hampshire, ma fece sorprendentemente bene contro un presidente uscente. Il colpo che ne risultò per la campagna di Johnson, unito ad altri fattori, portò il presidente a fare un annuncio a sorpresa in marzo, durante un discorso televisivo, con il quale si toglieva dalla corsa. Johnson annunciò anche l'inizio dei colloqui di pace con il Vietnam a Parigi.
Afferrando l'opportunità data dall'abbandono di Johnson, Robert Kennedy entrò in lizza con una sua piattaforma contro la guerra. Anche il vice presidente di Johnson, Hubert Humphrey, partecipò alla nomination, promettendo di continuare nel sostegno al governo del Vietnam del Sud.
Kennedy venne assassinato in quell'estate e McCarthy non fu in grado di sconfiggere il supporto di cui godeva Humphrey tra i vertici del partito. Humphrey ottenne la nomina dei Democratici, e corse contro il Repubblicano Richard Nixon nell'elezione generale. Nixon si appellò a quella che definì la "maggioranza silenziosa" degli americani moderati, che non apprezzavano la controcultura "hippie". Nixon promise anche una "pace con onore" grazie al suo "piano segreto" per porre fine alla guerra del Vietnam. Propose la dottrina Nixon per stabilire la strategia con cui passare l'onere dei combattimenti ai vietnamiti, che prese il nome di "Vietnamizzazione". Nixon vinse le presidenziali del 1968 a fronte di un'opposizione divisa.

### Nixon e il Vietnam
Nixon stava per scoprire che ritirarsi dal Vietnam, benché popolare, era più facile da promettere che da mantenere. Tentando di equilibrare le preoccupazioni circa la capacità dei sudvietnamiti di difendersi da soli con la crescente pressione da parte del Congresso perché portasse via le truppe, oltre all'inclinazione della legislatura a ridurre unilateralmente e infine a tagliare i finanziamenti per la guerra, Nixon fu costretto a compiere grandi sforzi e spendere quantità di capitale politico.
Allo stesso tempo divenne un parafulmine per molta dell'ostilità pubblica riguardante la guerra. La moralità del conflitto continuò ad essere un problema, e incidenti come il massacro di My Lai, erosero ulteriormente il supporto alla guerra e aumentarono gli sforzi per la Vietnamizzazione.
Anche il montante scandalo Watergate fu una grossa distrazione per Nixon. Inoltre, quel poco di supporto monetario che il Vietnam del Sud riceveva dal Congresso statunitense veniva intascato da militari e politici sudvietnamiti corrotti.
Alla fine gli USA ritirarono le proprie truppe dal Vietnam in base agli Accordi di pace di Parigi del 1973; due anni dopo il Nord aveva il controllo completo sull'intera nazione.
Nella guerra persero la vita 1.500.000 vietnamiti, e circa 58.000 soldati statunitensi. Le perdite inflitte dal Khmer rossi nella vicina Cambogia furono anche superiori. Alcuni hanno sostenuto che la destabilizzazione provocata dalla guerra del Vietnam e l'azione distraente che ebbe, permisero ai Khmer Rossi di prosperare.

## Stagflazione,Distensione, e l'amministrazione Nixon

### Disoccupazione e inflazione
Johnson, nello stesso momento in cui persuase il Congresso ad accettare nel 1964 un taglio delle tasse, stava rapidamente aumentando la spesa per i programmi interni e per la guerra in Vietnam. Il risultato fu una grossa espansione della quantità di denaro circolante, che si appoggiava principalmente sul deficit governativo, il che fece salire rapidamente i prezzi. Comunque, anche l'inflazione colpiva la supremazia in declino della nazione nel commercio internazionale, cui si aggiungeva il declino della preponderanza globale economica, geopolitica, commerciale, tecnologica e culturale che gli USA avevano avuto fin dalla fine della seconda guerra mondiale. Dopo il 1945 gli USA ebbero facile accesso alle materie prime e notevoli mercati esteri per i loro prodotti. Gli Stati Uniti erano responsabili di circa un terzo della produzione industriale mondiale a causa della devastazione dell'Europa del dopoguerra. Negli anni 1960, non solo le nazioni industrializzate erano in competizione per materie prime sempre più scarse, ma i fornitori del Terzo Mondo richiedevano prezzi sempre più alti. L'industria automobilistica e dell'acciaio iniziavano a subire la forte concorrenza dei produttori stranieri anche sul mercato interno.
Richard Nixon promise di contrastare la crescita lenta e l'inflazione, nota come "stagflazione", attraverso tasse più alte e tagli alle spese; andando così incontro a una dura resistenza da parte del Congresso. Come risultato, Nixon cambio rotta e optò per il controllo della valuta; i suoi nominati alla Federal Reserve cercarono una contrazione della disponibilità di denaro alzando i tassi di interesse. Ma la politica di stretta monetaria fece poco per tagliare l'inflazione. Il costo della vita crebbe complessivamente del 15% nei primi due anni di mandato di Nixon.
Nell'estate del 1971, Nixon subiva la forte pressione dell'opinione pubblica perché agisse decisamente per cambiare l'andamento dell'economia. Il 15 agosto 1971 pose fine alla convertibilità del dollaro statunitense in oro, il che significò la fine del sistema Bretton Woods, in essere fin dalla fine della seconda guerra mondiale. Come risultato, il dollaro crollò nei mercati mondiali. La svalutazione aiutò a stimolare le esportazioni statunitensi, ma rese anche più costoso l'acquisto di beni vitali, materie prime e prodotti di importazione. Sempre il 15 agosto 1971, in base a quanto previsto dall'Economic Stabilization Act del 1970, Nixon implementò la "Fase I" del suo piano economico: un congelamento di novanta giorni di tutti i salari e i prezzi sopra i livelli correnti. In novembre la "Fase II" comportò l'adozione di linee guida obbligatorie per gli aumenti di salari e prezzi, emesse da un'agenzia federale. L'inflazione diminuì temporaneamente, ma la recessione continuò assieme a una disoccupazione crescente. Per combattere la recessione, Nixon cambiò rotta e adottò una politica di espansione monetaria e fiscale. La terza fase vide la fine dello stretto controllo di salari e prezzi. Come conseguenza l'inflazione riprese la sua spirale ascendente.
A peggiorare le cose, l'Organizzazione dei Paesi Esportatori di Petrolio (OPEC) iniziò a mostrare la sua forza; il petrolio, che alimentava autoveicoli e case in una nazione dominata dai sobborghi (dove grandi abitazioni e automobili sono più comuni), divenne uno strumento economico e politico con cui le nazioni del Terzo Mondo poterono iniziare a combattere per i loro obiettivi. Nel 1973 dopo la guerra del Kippur, i membri arabi dell'OPEC annunciarono che non avrebbero più spedito petrolio alle nazioni che sostenevano Israele, vale a dire a Stati Uniti ed Europa Occidentale. Allo stesso tempo, altre nazioni dell'OPEC concordarono di alzare i loro prezzi del 400%. Ciò produsse la crisi energetica del 1973, durante la quale gli automobilisti statunitensi dovettero affrontare lunghe code alle stazioni di rifornimento. Strutture pubbliche e private chiusero per risparmiare sul riscaldamento. Le fabbriche ridussero la produzione e lasciarono a casa gli operai. Nessun altro singolo fattore fece di più per produrre l'inflazione rampante degli anni 1970.
Le pressioni inflazionistiche portarono a cambiamenti chiave nelle politiche economiche. Dopo la grande depressione degli anni 1930 le recessioni—periodi di lenta crescita economica e alto tasso di disoccupazione—erano viste come la più grande minaccia economica, che poteva essere contrastata con grosse spese governative o riducendo le tasse in modo da invogliare i consumatori a spendere di più e con una politica monetaria espansionistica. Negli anni 1970 grossi aumenti nei prezzi, in particolare per l'energia, crearono una forte paura di inflazione; come risultato, i capi del governo finirono per concentrarsi maggiormente sul controllo dell'inflazione, che non sul combattere la recessione, limitando le spese, resistendo ai tagli delle tasse e dirigendo la crescita dell'offerta di valuta.
I mutevoli programmi economici dell'amministrazione Nixon furono indicativi di una più diffusa confusione nazionale circa le prospettive del futuro americano. Con poca comprensione delle forze internazionali che creavano problemi economici, Nixon e l'opinione pubblica si concentrarono su questioni immediate e soluzioni a breve termine. Questi problemi sottostanti prepararono la strada per una reazione conservatrice, una politica estera più aggressiva, e una ritirata delle soluzioni assistenzialistiche per le minoranze e i poveri, che avrebbero caratterizzato i decenni successivi, quelli che i politologi ed economisti definirono del "Sixth Party System".
In Europa la fine del sistema dollaro-oro nel 1971 porterà dopo pochi mesi all'accordo Smithsoniano prima e alla nascita del Sistema monetario europeo (SME) e dell'Unità di conto europea (UCE/ECU) poi, per fronteggiare le gravi crisi petrolifere del 1973 e del 1979 e i devastanti effetti conseguenti.

### SALT I, SALT II edistensione
Nel 1972-1973 le superpotenze cercarono il reciproco aiuto. Dopo aver fatto un viaggio a sorpresa in Cina, Richard Nixon firmò assieme a Leonid Il'ič Brežnev il trattato SALT I per la limitazione dello sviluppo delle armi strategiche.
La distensione aveva avuto per entrambe le superpotenze sia benefici strategici che economici. Il controllo degli armamenti permise a USA e URSS di rallentare la continua crescita dei loro enormi budget per la difesa. In precedenza, l'amministrazione Johnson, aumentando le spese per la difesa dovute alla guerra fredda, indebolì l'economia statunitense per i decenni a venire. Allo stesso tempo, i sovietici non potevano né fermare gli scontri sanguinosi tra le loro truppe e quelle cinesi sul loro confine comune, né rivitalizzare un'economia in declino, in parte a causa delle forti spese militari. Le due superpotenze decisero anche di rispettare gli Stati di nuova formazione in Africa e in Asia.
Ma la distensione soffrì per gli scoppi di guerre nel Medio Oriente e in Africa, in particolare quella meridionale ed orientale. Le due nazioni continuarono a competere l'un l'altra per la loro influenza nel Terzo Mondo ricco di materie prime, in particolare in Cile.
Molti statunitensi credettero alle affermazioni secondo cui la guerra fredda era una lotta del mondo libero contro il totalitarismo. Ad ogni modo, gli USA, come avvenne negli anni '50, presero di mira governi percepiti come marxisti, anche nei casi in cui erano stati regolarmente eletti, come il Cile del presidente socialista Salvador Allende.

## La campagna elettorale del 1972 e il Watergate

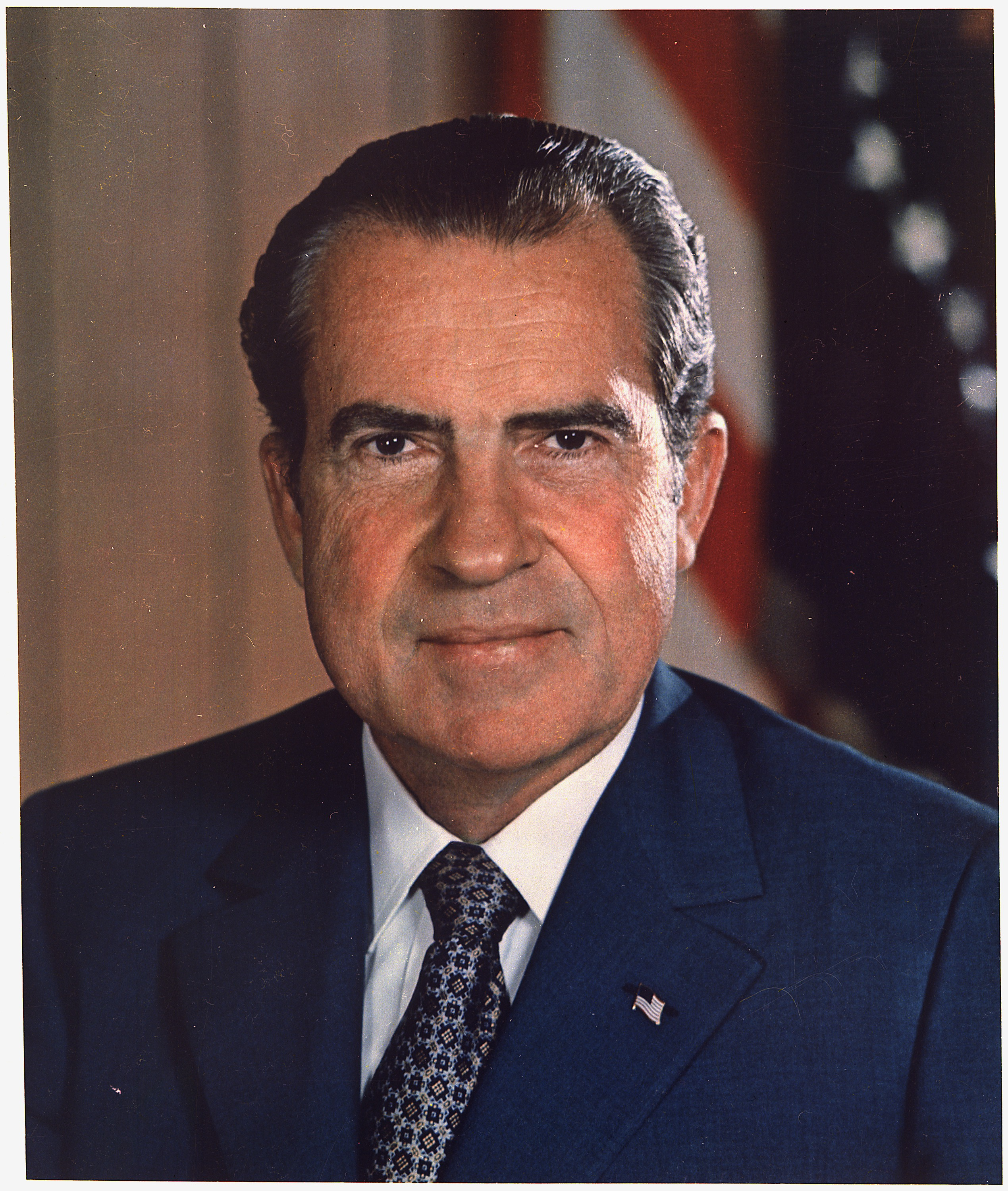
Nixon ad Haldeman in una registrazione resa pubblica per il processo di Haldeman, Ehrlichman e Mitchell: "Non me ne frega un cazzo di quello che succede. Voglio che tutti voi prendiate tempo, lasciate che si appellino al quinto emendamento, insabbino o facciano qualsiasi altra cosa, se servirà a salvarlo, salvate questo piano. Questo è il punto. Proteggeremo la nostra gente se possiamo."

Nel 1972 Nixon vinse la nomina Repubblicana per la presidenza e affrontò il candidato Democratico George McGovern, che presentava una piattaforma che prevedeva la fine della guerra del Vietnam e l'istituzione di un reddito minimo garantito per i poveri della nazione. Tra difficoltà con il suo candidato vice, Thomas Eagleton (che alla fine scaricò e sostituì con Sargent Shriver), e la riuscita campagna Repubblicana che lo dipingeva come un inaccettabile radicale, McGovern subì una sconfitta (38% a 61%) nei confronti del presidente uscente Nixon.
Nonostante la trionfale vittoria, la situazione politica di Nixon era già precaria a seguito degli sviluppi della vicenda dello scandalo Watergate esploso dopo l'arresto di uomini legati al Comitato per la rielezione de presidente e alla stessa Casa Bianca, impegnati in un tentativo di spionaggio elettronico all'interno degli uffici del Partito Democratico situati nel complesso di uffici del Watergate. Nella primavera 1973, dopo le prime confessioni che implicavano i massimi collaboratori del presidente e coinvolgevano lo stesso Nixon nel piano di ostruzione della giustizia, la posizione di Nixon divenne sempre di più difficile. Egli cercò di resistere, moltiplicando la sua attività in politica estera e liberandosi dei suoi collaboratori più compromessi, ma le deposizioni di fronte al United States Senate Watergate Committee svelarono, grazie soprattutto alla testimonianza di John Dean gli "orrori della Casa Bianca": lo spregiudicato e cinico sistema di potere della presidenza Nixon basato su attività illegali di sabotaggio, disinformazione e spionaggio interno.
Dopo un intero anno di conflitti di autorità tra Nixon e gli altri poteri dello stato sui privilegi della presidenza e sulla richiesta della divulgazione pubblica delle famose registrazioni audio segrete effettuate alla Casa Bianca di tutti i colloqui del presidente che in sostanza confermavano le deposizioni degli accusatori di Nixon, il Comitato Giudiziario della Camera dei Rappresentanti aprì delle audizioni pubbliche e formali per l'impeachment nei confronti di Nixon il 9 maggio 1974. Piuttosto che affrontare l'impeachment della Camera dei Rappresentanti e una condanna da parte del Senato, Nixon preferì dimettersi, con validità dal 9 agosto 1974. Il suo successore, Gerald Ford, un Repubblicano moderato, emise una grazia preventiva per Nixon, chiudendo l'indagine.

## Le amministrazioni Ford e Carter
Lo scandalo Watergate era ancora fresco nella mente degli elettori quando l'ex governatore della Georgia, Jimmy Carter, un outsider lontano da Washington, noto per la sua integrità, prevalse su politici più noti a livello nazionale, nelle primarie del Partito Democratico del 1976. Carter divenne il primo candidato del "Profondo Sud" ad essere eletto presidente dai tempi dalla guerra civile americana.
La sua amministrazione è forse meglio nota per il fallimento della trattativa per liberare gli ostaggi statunitensi a Tehran, per una crisi economica ed energetica, e per aver aiutato a stabilire un trattato di pace tra Israele ed Egitto (si veda Accordi di Camp David).
Carter cercò anche di porre un altro limite alla corsa agli armamenti con l'accordo SALT II nel 1979, ma i suoi sforzi vennero minati da tre eventi sorprendenti: la rivoluzione islamica in Iran, la rivoluzione in Nicaragua e l'invasione sovietica dell'Afghanistan.
Nel 1979, Carter permise all'ex Scià dell'Iran Mohammad Reza Pahlavi di entrare negli USA per ottenere asilo politico e cure mediche. Anche se Carter aveva apparentemente promosso i diritti umani come marchio della sua politica estera, egli proseguì il supporto statunitense degli uomini forti iraniani. In risposta all'ingresso dello Scià negli USA, dei militanti iraniani occuparono l'ambasciata americana di Tehran prendendo 52 cittadini statunitensi in ostaggio e richiedendo il ritorno dello Scià in Iran perché venisse processato e giustiziato. Nonostante la morte dello Scià in Egitto, la crisi degli ostaggi proseguì, e dominò l'ultimo anno della presidenza Carter. La successiva risposta alla crisi fu una fallita missione di soccorso per liberare gli ostaggi.
Nel 1979, Carter tenne un discorso in televisione, nel quale identificò quella che riteneva essere una crisi di fiducia nel popolo americano. Questo divenne noto come il discorso del "malaise" (malessere), anche se non usò mai in quell'occasione tale termine. Piuttosto che ispirare gli americani all'azione, come era nelle sue speranze, questo discorso probabilmente danneggiò la sua rielezione perché venne percepito da molti come espressione di una prospettiva pessimistica e sembrò per molti versi come se Carter stesse letteralmente incolpando la popolazione statunitense per il fallimento delle sue politiche.
La rivoluzione iraniana del 1979 avrebbe portato anche a una nuova crisi petrolifera, dando il via alla recessione globale del 1980-1982.